# Роккасекка-деи-Вольши
Роккасекка-деи-Вольши (итал. Roccasecca dei Volsci) — коммуна в Италии, располагается в регионе Лацио, в провинции Латина.
Население составляет 1168 человек (2008 г.), плотность населения составляет 49 чел./км². Занимает площадь 24 км². Почтовый индекс — 4010. Телефонный код — 0773.
Покровителем коммуны почитается святой Максим, празднование в третье воскресение августа.

## Демография
Динамика населения:

## Администрация коммуны
- Официальный сайт: